# فيكتور أمايا
فيكتور أمايا (بالإنجليزية: Victor Amaya)‏ مواليد 2 يوليو 1954 في دنفر، هو لاعب كرة مضرب أمريكي سابق بدأ مسيرته كمحترف سنة 1973 وكان يلعب باليد اليسرى، اعتزل اللعب في 1984. كما أنه أحد أبطال الجراند سلام. أعلى تصنيف له في الفردي كان المركز الـ 15 في سنة 1980.

## بطولات حققها
- دورة رولان غاروس الدولية

## روابط خارجية
- فيكتور أمايا على موقع رابطة محترفي التنس (الإنجليزية)
- فيكتور أمايا على موقع الاتحاد الدولي لكرة المضرب (الإنجليزية)
- فيكتور أمايا على موقع خلاصة التنس.كوم (الإنجليزية)